# Vertentes
Vertentes est une municipalité brésilienne située dans l'État du Pernambouc.